# Andrew Keen
Andrew Keen (ur. ok. 1960) – brytyjsko-amerykański przedsiębiorca, krytyk zjawiska Web 2.0, w tym Wikipedii.

## Edukacja
Urodził się w Hampstead w Londynie. Zdobył licencjat z historii na Uniwersytecie Londyńskim, po czym zaczął studia na Uniwersytecie Sarajewskim. Uzyskał tytuł magistra nauk politycznych na Uniwersytecie Kalifornijskim.

## Kariera naukowa
Keen wykładał na kilku amerykańskich uniwersytetach m.in. Uniwersytecie Massachusetts.

## Kariera w internecie
Kariera Keena w dolinie krzemowej rozpoczęła się w roku 1995 wraz z założeniem audiocafe.com, serwisu wspieranego przez Intela i SAP AG. W 2005 roku założył AfterTV.com.

## Krytyka Web 2.0
Keen wyraża negatywne opinie o zjawisku, pod którego powstanie kładł fundamenty. Jest autorem książki The Cult of the Amateur: How Today's Internet is Killing Our Culture (ISBN 0-385-52080-8), która została wydana w Polsce jako: Kult amatora: jak internet niszczy kulturę przez Wydawnictwa Akademickie i Profesjonalne w 2007 roku.
W książce tej pisze, iż wszelkie blogi, Wikipedia, MySpace oraz YouTube to zguba współczesnej kultury. Jego zdaniem to właśnie tego typu serwisy niszczą to, na co wcześniej pracowano przez długi czas. Uważa, że obecnie w sieci profesor równy jest uczniowi szkoły średniej. W taki sam sposób mogą zmieniać fakty (na przykład w Wikipedii).

## Życie prywatne
Obecnie wraz z rodziną mieszka w Berkeley w Stanach Zjednoczonych.